# Lúcio Licínio Sura
Lúcio Licínio Sura (em latim: Lucius Licinius Sura; 40–108 (68 anos)) foi um importante senador romano eleito cônsul em 102 com Lúcio Júlio Urso Serviano e novamente em 107 com Quinto Sósio Senécio. Nascido em Tarraco, na Hispânia Tarraconense, foi um dos homens mais ricos e influentes durante os reinados de Domiciano e Trajano, de quem era amigo pessoal. Além disto, Sura foi cônsul sufecto antes de 102, mas, assim como quase toda a sua carreira, a data é desconhecida.

## Primeiros anos
Sua família era originalmente do vale do Ebro e recebeu a cidadania romana no século I quando a colônia de Celsa foi fundada. Ela emigrou para Tarraco no começo da era augustana depois que um de seus ancestrais mandou construir ou reformar o Arco de Berà, onde ainda está uma inscrição: "Ex testamento L(uci) Licini L(uci) f(ilii) Serg(ia tribu) Surae consa[...]".
É possível que Sura tenha nascido ali em 5 de abril de 40, membro da tribo Sérgia.
Um homem novo, Sura foi admitido no Senado (adlectio) por Vespasiano depois de ter sido questor.

### Carreira sob Domiciano e Nerva
Sura já detinha uma posição proeminente em Roma desde o início da década de 80, quando trabalhou como advogado, e foi considerado um grande orador pelo poeta Marcial por volta de 90. A data de seu primeiro consulado, sufecto, é incerta: pode ter sido tão cedo quanto o início da década de 80, provavelmente 85 ou 86, o que explicaria porque seu nome é tão citado por Marcial, como ele teria conseguido assumir várias posições importantes e o motivo de sua proeminência; mas também pode ter sido tão tarde quanto 93 ou 97.
É possível que ele tenha sido governador da Germânia Superior (legado imperial) ou da Gália Bélgica entre 89 e 92, o que indicaria que ele já era um consular. Antes disto ele provavelmente foi legado da Legio I Minervia. Além disto, Sura foi admitido entre os sodais augustais e no Colégio dos Pontífices, provavelmente no reinado de Domiciano (r. 81-96).
Em 92, Marcial, que provavelmente era seu protegido, elogiou a erudição de Sura e agradeceu sua recuperação depois de uma grave e duradoura enfermidade. Durante o reinado de Nerva (r. 96-98), Sura foi um dos mais influentes senadores romanos e provavelmente teve um papel importante na escolha do sucessor de Nerva, seu amigo Trajano. De fato, é provável que a decisão de adotar Trajano tenha sido de Nerva, que se aconselhou com Sura; este, por sua vez, encorajou Trajano a assumir o poder depois que ele morreu para evitar uma crise.

## Conselheiro de Trajano e consulados

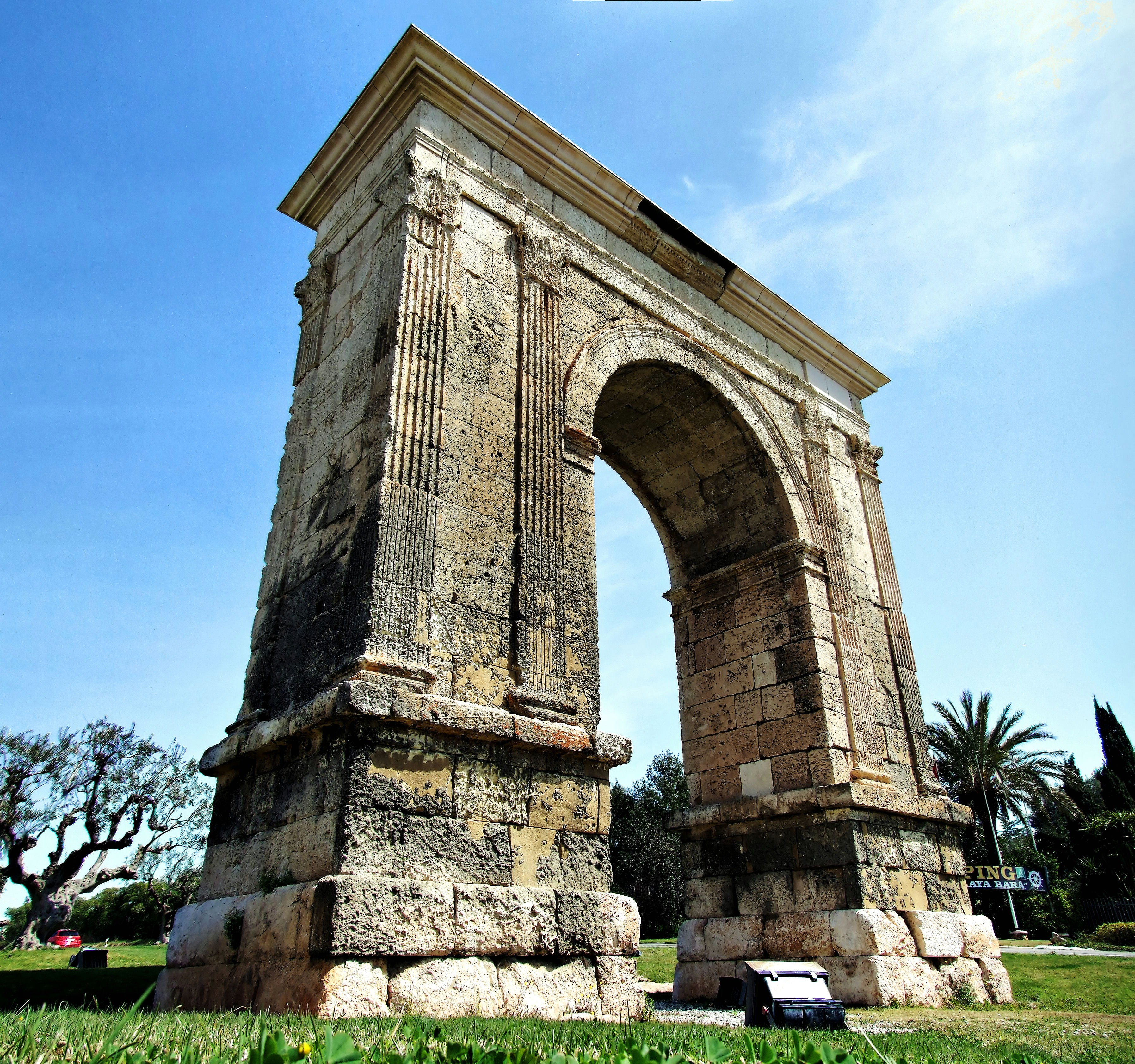
Arco de Berà, em Tarragona, construído ou reformado pela família de Sura.

No começo do reinado de Trajano, Sura era um dos mais próximos conselheiros do imperador e também o mais moderado em assuntos militares. Logo começo de seu reinado (97-98), Trajano possivelmente o encarregou do governado da Germânia Inferior e deixou a Germânia Superior aos cuidados de seu futuro colega de consulado, Lúcio Júlio Urso Serviano. Em seguida, Sura pode ter sido procônsul da Ásia entre 100 e 102. Sura esteve presente nas guerras dácias (101-102 e 105-106), servindo como embaixador ao rei Decébalo, juntamente com o prefeito pretoriano Tibério Cláudio Liviano, no final da primeira guerra e como conselheiro na segunda.
Sua contribuição para a guerra, apesar de pouco conhecida, aparentemente foi considerada essencial pelo imperador, pois Sura ocupou o posto de cônsul ordinário nos anos seguintes à cada uma das campanhas (101 e 107) numa época na qual era muito raro que um indivíduo fora da família imperial conseguisse seu terceiro consulado. No primeiro, seu colega foi Urso Serviano e no seguindo, Quinto Sósio Senécio, dois parentes de Trajano. Sura provavelmente foi um dos arquitetos da política geral de Trajano e compunha suas mensagens e discursos.
Dião Cássio também menciona uma possível conspiração contra Trajano. O imperador, evidentemente desdenhoso do perigo, segue para almoçar com Sura, come tudo o que lhe foi servido e oferece o seu pescoço para a navalha do barbeador pessoal do amigo para ser barbeado.
Sura mandou construir um ginásio público em Roma com seus próprios meios, prova de sua grande riqueza. Além disto, ele continuou muito influente na Tarraconense e tornou-se patrono da cidade de Barcino. Sura possuía uma villa perto do Templo de Diana, a partir da qual ele podia assistir os jogos no Circo Máximo do alto do monte Aventino.

### Anos finais e morte
Sura apoiou Adriano ainda no início do reinado de Trajano, chegando a aconselhar que o imperador o adotasse. Plínio, o Jovem, de quem Sura era amigo, escreveu para contar-lhe sobre um fenômeno perto de um lago ou para pedir sua opinião sobre a existência de fantasmas através de diversas anedotas. Ele elogia a "prodigiosa erudição" de seu correspondente. Sura também era também patrono de Marcial, que dedicou diversos de seus poemas a ele.
Quando Sura faleceu, em 108, Trajanou ordenou que lhe fosse conferido um funeral de estado e que uma estátua sua fosse colocada no Fórum. Além disto, no local da villa de seu amigo, Trajano mandou construir as Termas de Sura ("Surianae"). Sua aparência também foi imortalizada no mármore da Coluna de Trajano, esculpida entre 107 e 113, numa cena na qual ele aparece numa discussão com o imperador Trajano.